# Francesco Cecioni
Francesco Cecioni (Livorno, 1º dicembre 1884 – Livorno, 30 settembre 1968) è stato un matematico italiano.

## Biografia
Di umili origini, figlio di Olderigo (di mestiere calzolaio) e di Isolina Cantinelli, dopo gli studi superiori presso il locale liceo classico, nel 1905 si laureò in matematica presso l'Università di Pisa quale allievo pure della Scuola Normale Superiore, con una tesi in analisi complessa dal titolo  “teoria della rappresentazione conforme delle aree piane pluriconnesse”, sotto la guida di Luigi Bianchi. 

### Carriera
Subito dopo la laurea, iniziò l'insegnamento di matematica all'Istituto Nautico di Livorno, città dove sempre visse. Dal 1907, fu assistente di algebra e geometria analitica all'Università di Pisa. Nel 1910 divenne docente presso l'Accademia navale di Livorno, tenendovi la cattedra di analisi infinitesimale fino al 1942. Partecipò attivamente anche alle operazioni sul fronte austriaco nella prima guerra mondiale col grado di capitano di fanteria.
Nel 1926 vinse per concorso una cattedra all'Università di Pisa, dove insegnò, fino al 1955, Analisi algebrica ed infinitesimale, oltre a Geometria analitica e Matematiche complementari, proseguendo fino al 1960 come professore fuori ruolo. Per molti anni, fu anche preside della Facoltà di Scienze.
Sulla scia degli indirizzi di ricerca del suo maestro, Luigi Bianchi, si occupò principalmente di algebra e analisi complessa, in particolare di teoria delle matrici, teoria delle algebre su un campo e di teoria delle rappresentazioni conformi. Negli ultimi orientò la sua attenzione ai fondamenti della matematica.

### Vita privata
Cecioni si dedicò con abnegazione e costanza all'insegnamento e all'impegno civile.
Fece parte della Deputazione di vigilanza sulla Biblioteca Labronica e l'Archivio storico, nel biennio 1938-39.
Fu consigliere comunale presso il Comune di Livorno, dal 1946 al 1954, venendo eletto nelle liste della Democrazia cristiana.

## Onorificenze
Fu insignito del riconoscimento di Cavaliere della Corona d'Italia, di Commendatore dell’Ordine di San Silvestro, della medaglia d'oro di prima classe per i “benemeriti della Scuola”  e il titolo dell'Ordine del Cherubino dell'Università di Pisa. 
In suo onore, gli è stato intitolato un polo liceale di Livorno.

## Alcune opere
- Corso di matematiche complementari, GUF, Pisa, 1939.
- Aritmetica pratica per la scuola media, F. Perrella, Roma, 1941.
- Nozioni di algebra per la scuola media, F. Perrella, Roma, 1942.
- Matematiche complementari: algebra, GUF, Pisa, 1942.
- Matematiche complementari: geometria, GUF, Pisa, 1943.
- Lezioni di analisi matematica (con Guido Ascoli e Onorato Nicoletti), 2 volumi in 4 tomi, A. Vallerini, Pisa-Roma, 1948-53 (Iª edizione, 1934).
- Lezioni sui fondamenti della matematica, Vol. I, CEDAM, Padova, 1958.